# Prawa człowieka na Malcie
Malta jest republiką demokratyczną, której prawa człowieka są określone w konstytucji. Prawa człowieka dotyczą wyrażania opinii i traktowania innych obywateli, obejmując takie obszary, jak religia, wyrażanie myśli i uczuć oraz praca. Konstytucja pełni rolę bezstronnego wyznacznika w sprawach cywilnych, w tym w kwestiach praw człowieka. Maltańscy rzecznicy praw obywatelskich są upoważnieni do rozpatrywania sporów naruszających prawo określone w konstytucji. Utworzono szereg organizacji rządowych i pozarządowych (NGO), których celem jest zwiększanie świadomości społeczeństwa i wzywanie do zmian w zakresie niektórych wolności i praw na Malcie. W konstytucji określone są wolności podobne do wolności innych narodów europejskich, ma to na celu osiągnięcie standardów ustanowionych w Powszechnej deklaracji praw człowieka (UDHR).

## Historia
Charakteryzujące się wpływem rządów brytyjskich, początki i rozwój maltańskich praw człowieka można w dużym stopniu przypisać praktykom rządowym w Wielkiej Brytanii. 15 czerwca 1802, 104 przedstawicieli maltańskich miast i wsi podpisało deklarację potwierdzającą władzę monarchiczną i podstawowy zestaw praw:
- Wolni ludzie mają prawo wybrać własną religię.
- Żaden człowiek nie ma osobistej władzy nad życiem, własnością i wolnością innej osoby.
- Władza opiera się wyłącznie na prawie, a odstąpienie od kary lub jej wymierzenie mogą być stosowane jedynie w ramach posłuszeństwa prawu.

Po I wojnie światowej Malta nie była w stanie zapewnić podstawowych dostaw żywności, co w przypadku większości wysp spowodowało wzrost kosztów życia po wojnie. Jednak niektóre grupy społeczne (importerzy zboża, handlarze) prosperowały gospodarczo, wywołując niezadowolenie społeczne wobec państwa. Dr Filippo Sceberras ze Zgromadzenia Narodowego działał na rzecz ochrony społeczeństwa i wprowadzenia zmian społecznych i politycznych. Zwołał on posiedzenie Zgromadzenia Narodowego na 7 czerwca 1919. Podczas trwania sesji Zgromadzenia Narodowego tłum demonstrantów wszczął zamieszki, wyrażając niechęć do obecnych brytyjskich rządów. Doprowadziło to do śmierci czterech Maltańczyków z rąk żołnierzy brytyjskich, co jest obecnie czczone jako święto narodowe Sette Giugno. W następstwie tej komplikacji postęp konstytucyjny został przyspieszony i 20 listopada 1919 Maltańczycy otrzymali własny parlament, umożliwiający samodzielne rozstrzyganie spraw kraju. Następnie 30 kwietnia 1921 uchwalono nową konstytucję. Odbyły się wybory i w listopadzie zebrano pierwszy parlament maltański.
Konstytucja z 1941 potwierdzała prawo każdej osoby na Malcie do podstawowych praw i wolności jednostki. Malta uzyskała niepodległość od Imperium Brytyjskiego we wrześniu 1964. Konstytucja z 1964 zawierała obszerną i możliwą do wyegzekwowania na drodze sądowej kartę praw, np. prawo do życia i bezpieczeństwa osobistego, prywatność domu i innego mienia. W 2004 roku Malta przystąpiła do Unii Europejskiej.

## Źródła praw
Źródłem praw jest przede wszystkim konstytucja Malty. Rozdział II (Deklaracja zasad) powtarza listę szesnastu (Artykuły 7–21) wyraźnych praw, które stanowią podstawę praw egzekwowanych przez naród, jako artykuł 21 (Stosowanie zasad) stanowi:
„Postanowienia niniejszego rozdziału nie będą egzekwowane przed żadnym sądem... a celem państwa będzie stosowanie tych zasad przy stanowieniu prawa."
Jednakże ochrona praw człowieka jest egzekwowana przez konstytucję Malty w rozdziale IV (Podstawowe prawa i wolności jednostki; art. 32–45). Przede wszystkim prawa te dążą do osiągnięcia trzech podstawowych zasad określonych w konstytucji:
(a) życie, wolność, bezpieczeństwo osoby, korzystanie z mienia i ochrona prawa;
(b) wolność sumienia, wypowiedzi oraz pokojowych zgromadzeń i zrzeszania się; oraz
(c) poszanowanie jego życia prywatnego i rodzinnego” (art. 32).
Oprócz konstytucji, także Ustawa o rewizji prawa stanowionego, 1980 (The Statute Law Revision Act, 1980) oraz Prawa Malty (Laws of Malta) przyczyniają się do sądowego egzekwowania i regulowania praw w kraju. Składniki prawa maltańskiego obejmują ponad 600 rozdziałów dotyczących postępowania jednostek, ich praw i odpowiedniego traktowania innych osób.

## Wolności
Podstawowy zarys praw narodowych przedstawiono w rozdziale II (Deklaracja zasad) maltańskiej konstytucji:
- Prawo do pracy.
- Promocja kultury itp.
- Ochrona krajobrazu oraz dziedzictwa historycznego i artystycznego.
- Obowiązkowa i bezpłatna edukacja podstawowa.
- Zainteresowania edukacyjne.
- Ochrona pracy.
- Godziny pracy.
- Równe prawa mężczyzn i kobiet.
- Minimalny wiek płatnej pracy.
- Ochrona pracy nieletnich.
- Pomoc społeczna i ubezpieczenia.
- Zachęcanie do prywatnej przedsiębiorczości gospodarczej.
- Ochrona zawodów rzemieślniczych.
- Zachęta do spółdzielczości.
- Udział obywateli Malty mieszkających za granicą.
- Stosowanie zasad.

Konstytucja stanowi, że ograniczenia powinny mieć na celu zapewnienie, aby korzystanie z praw i wolności jednostki nie naruszało praw i wolności innych osób ani interesu publicznego. Prawo penalizuje wypowiedzi propagujące nienawiść ze względu na płeć, tożsamość płciową, orientację seksualną, rasę, kolor skóry, język, pochodzenie etniczne, religię lub przekonania, poglądy polityczne lub inne. Podżeganie do nienawiści religijnej zagrożone jest karą pozbawienia wolności od 6 do 18 miesięcy.

## Traktowanie grup i mniejszości
W zasadzie każde podstawowe prawo i wolność mają jednakowe zastosowanie do wszystkich ludzi, jednakże Malta doświadczyła wydarzeń i zgłosiła scenariusze, które odzwierciedlają poziom nierówności między grupami i mniejszościami.

### Osoby ubiegające się o azyl i uchodźcy

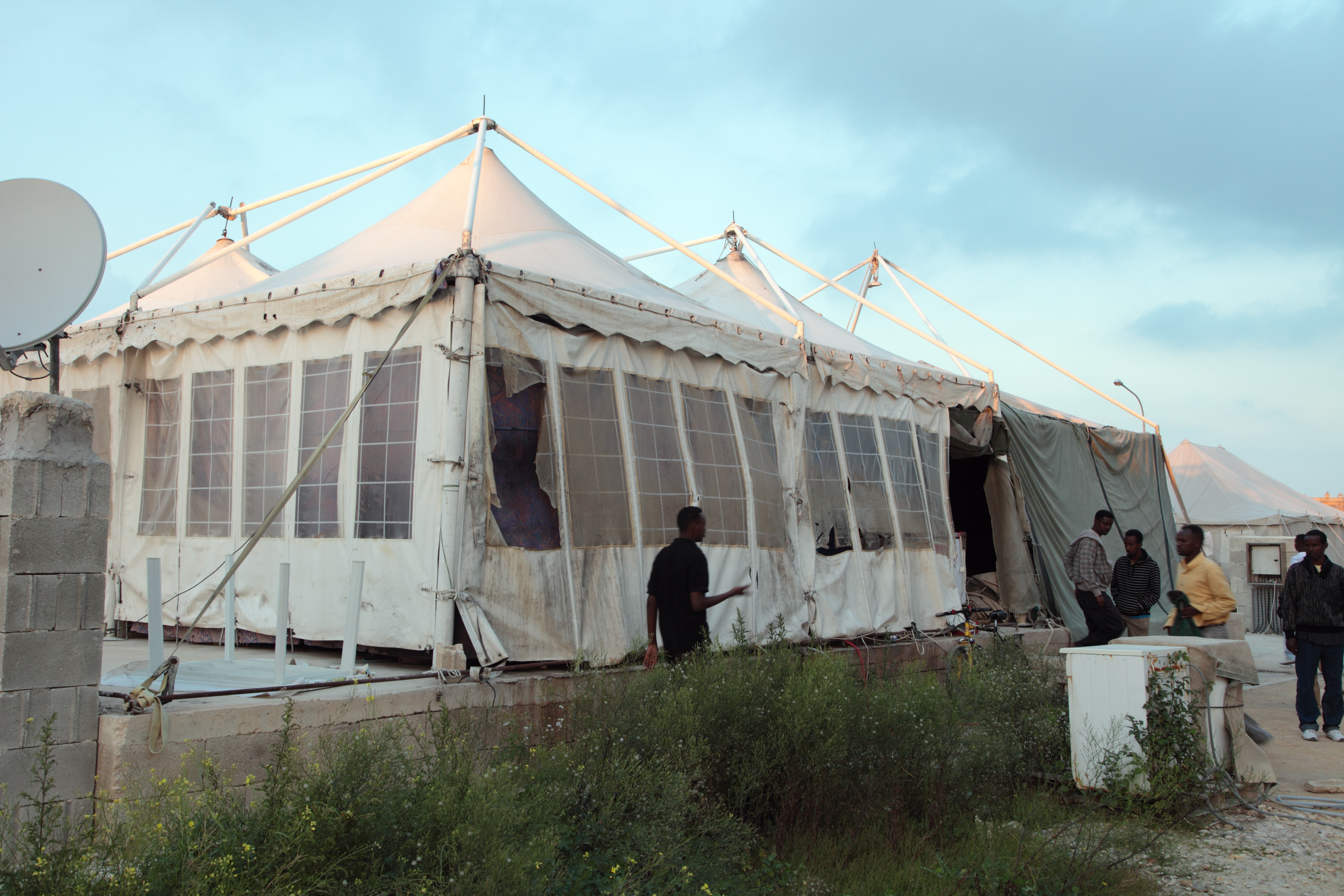
Obóz dla uchodźców na Malcie

Prawo przewiduje przyznawanie azylu lub statusu uchodźcy, a rząd ustanowił system zapewniania ochrony uchodźcom. Malta jest sygnatariuszem konwencja dotyczącej uchodźców z 1951 oraz protokołu do niej z 1967, obowiązującego od 1971.
Po złożeniu wniosku przez osobę ubiegającą się o azyl przysługują jej następujące prawa:
- Prawo do pozostania na Malcie do czasu rozpatrzenia sprawy.
- Prawo do otrzymania informacji o procedurze azylowej.
- Prawo do korzystania z usług tłumacza.
- Prawo do komunikowania się z UNHCR.
- Prawo do szukania pomocy prawnej.
- Prawo do poufności.

W okresie od stycznia do września 2018 status uchodźcy otrzymało 100 osób. Od stycznia do sierpnia 2018 Malta przyznała ochronę uzupełniającą 334 osobom.

### LGBT
Malta została doceniona za zapewnianie wysokiego stopnia wolności swoim LGBT obywatelom. Jest jednym z niewielu krajów na świecie, w którym zrównano prawa osób LGBT na poziomie konstytucyjnym. Malta jest obecnie numerem jeden w rankingu ILGA-Europe w rankingu wszystkich 49 krajów w Europie pod względem poszanowania praw człowieka i równości.
Rząd maltański wprowadził także inny środek wspierający prawa LGBTQ+, wprowadzając niebinarną płeć „X” jako opcję w oficjalnej dokumentacji.

### Prawa kobiet
Pomimo wyraźnego celu w postaci osiągnięcia równości kobiet i mężczyzn zawartego w konstytucji, „państwo powinno w szczególności dążyć do zapewnienia, aby pracownice korzystały z równych praw i takiego samego wynagrodzenia za tę samą pracę, co mężczyźni”. (art. 14); nadal uważa się, że Malta pozostaje w tyle za średnią UE pod względem równości płci. Według opublikowanego przez Europejski Instytut ds. Równości Kobiet i Mężczyzn indeksu, w latach 2021/2022 Malta nadal zajmowała 14. miejsce w UE-28.
Organizacje, w tym National Council of Women Malta (NCW - Krajowa Rada Kobiet Malty) oraz Fundacja Prawa Kobiet istnieją jako organy zewnętrzne, które promują prawa i edukację kobiet w zakresie przysługujących im praw. Na przykład Krajowa Rada Kobiet Malty corocznie publikuje uchwały, które poruszają wiele kwestii, nie ograniczając się do praw kobiet. Przykładowo uchwały NCW ze stycznia 2019 obejmowały:
- Równowagę życiową i różnicę w wynagrodzeniach ze względu na płeć
- Holistyczne podejście do migracji
- Zwiększenie płatnego urlopu ojcowskiego dla ojców

W 2014 rząd wprowadził bezpłatną opiekę nad dziećmi dla rodziców pracujących i uczących się, a także opiekę poranną i poszkolną. Od tego czasu liczba kobiet powracających na rynek pracy po porodzie wzrosła o 6%. W latach 2005–2015 średnie miesięczne zarobki kobiet i mężczyzn wzrosły, chociaż zróżnicowanie płci nieznacznie się zwiększyło. Kobiety zarabiają miesięcznie około 15% mniej niż mężczyźni.

### Niepełnosprawność
Equal Opportunities (Persons with Disability) Act (Act I of 2000) (Chapter 413), [Ustawa o równych szansach (osoby niepełnosprawne) (ustawa I z 2000 r.) (Rozdział 413)] zabrania nieuczciwej dyskryminacji ze względu na niepełnosprawność. Zakres tej ustawy rozciąga się od zatrudnienia po dostęp do obiektów publicznych, i obejmuje wszystkie elementy stanowiące wolności przysługujące zwykłym obywatelom. Zgodnie z definicją zawartą w ustawie „prawa osób niepełnosprawnych” obejmują odpowiednie prawa określone w Konwencji Narodów Zjednoczonych o prawach osób niepełnosprawnych przyjętą 13 grudnia 2006 r. Artykuły zawarte w tej konwencji obejmują Prawo do życia (artykuł 10), Wolność przed wyzyskiem, przemocą i molestowaniem (art. 16) oraz Odpowiedni poziom życia i ochrona socjalna (art. 28). Ustawa stanowi również, że państwo ponosi odpowiedzialność za dostarczanie wszelkich informacji oraz wczesną i kompleksową interwencję wobec potencjalnych niepełnosprawnych, a także usługi i pomoc dzieciom niepełnosprawnym i ich rodzinom. Artykuł 16 maltańskiej konstytucji stanowi, że osoby niepełnosprawne i osoby niezdolne do pracy mają prawo do nauki i szkolenia zawodowego..
Malta National Disability Strategy (Maltańska Krajowa Strategia w sprawie Niepełnosprawności) została wdrożona z myślą, aby każda osoba niepełnosprawna stała się aktywnym obywatelem posiadającym swobodę dokonywania indywidualnych wyborów i wyborów, które przynoszą korzyści społeczeństwu. Celem strategii jest zapewnienie osobom niepełnosprawnym lepszych szans na rynku pracy, poprawa doświadczenia edukacyjnego, świadczenie usług socjalnych i ostatecznie promowanie podstawowych praw człowieka.